# Escalante (Wüste)

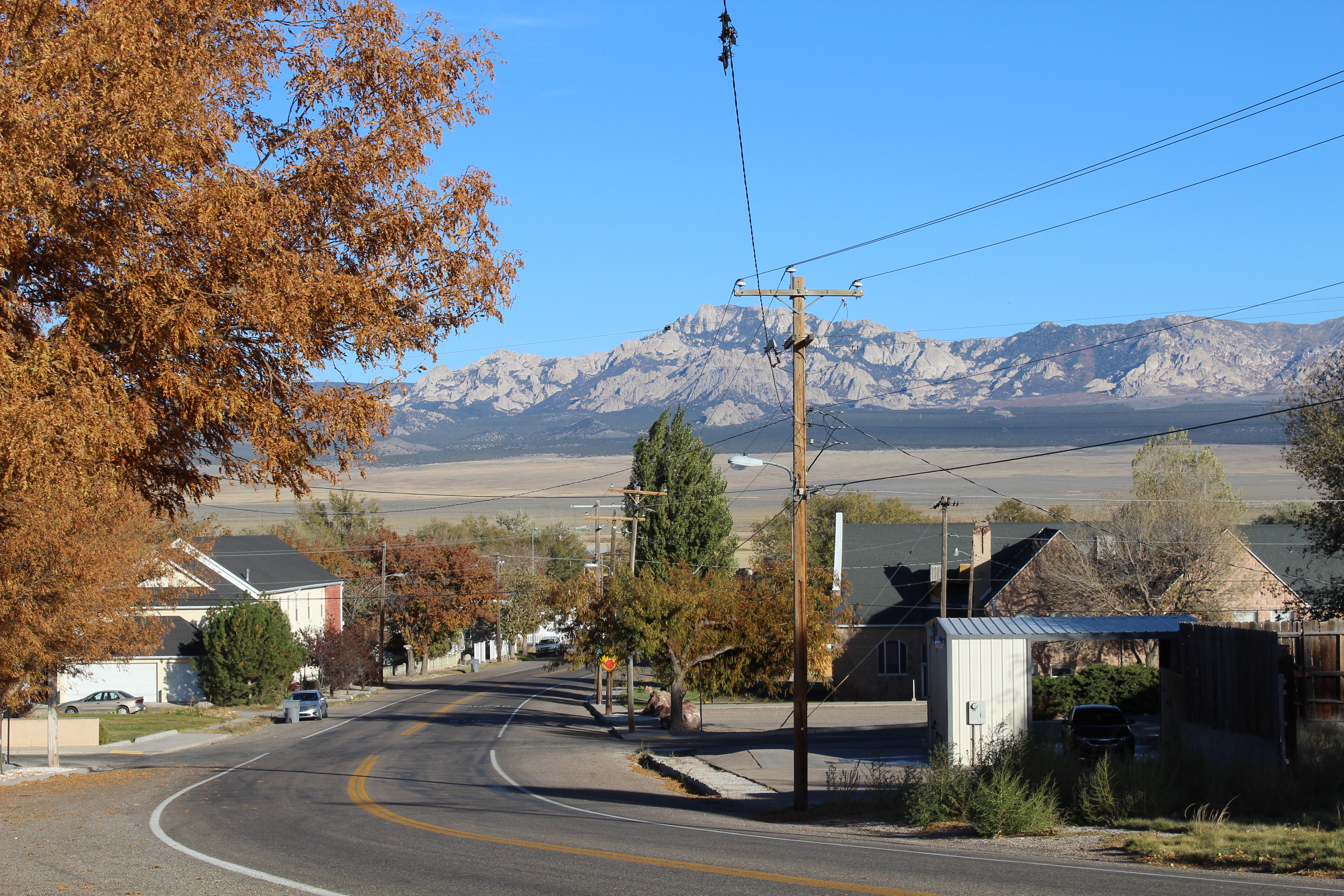
Milford im Norden des Gebietes

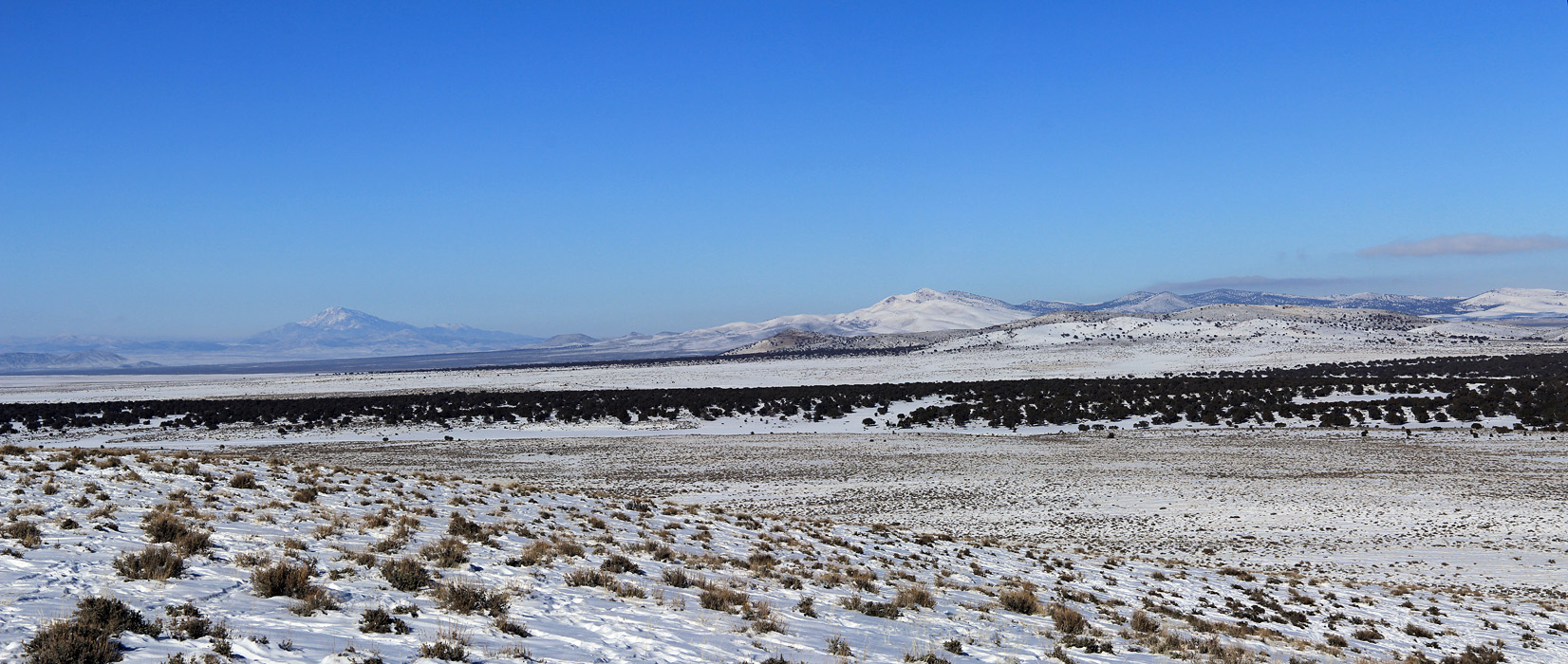
Die Wüste im Januar 2013 mit Schnee

Die Escalante Desert ist eine Wüsten-Ebene im Südwesten des US-Bundesstaates Utah in den Vereinigten Staaten von Amerika. Sie liegt in einem Graben der Basin and Range Province nordwestlich von Cedar City. Mit einer Ausdehnung von etwa 7.800 km² bedeckt sie den größten Teil von Iron County.
Die Wüste wurde nach dem spanischen Pater Silvestre Vélez de Escalante benannt, der 1775 auf der Dominguez-Escalante-Expedition als erster Europäer das heutige Utah betrat.

## Geographie
Die höchsten Teile der Wüstenregion liegen im Südosten auf einem Niveau von 1.700 m über dem Meeresspiegel und fallen langsam nach Westen auf ein Durchschnittsniveau von 1.550 m bei Lund Flats ab. Der durchschnittliche Niederschlag beträgt etwa 200 mm jährlich.
Die Ebene wird von mehreren Verkehrswegen genutzt. Im Westen verläuft in Nordost-Südwest-Richtung die Bahnlinie von Salt Lake City nach Las Vegas der Union Pacific Railroad mit einer Abzweigung nach Cedar City. Im Südosten verläuft in den Nachbartälern Cadar Valley und Parowan Valley die Interstate 15. Von ihr zweigt nach Westen die State Route 21 ab, die durch den Norden der Escalante Wüste verläuft und am U.S. Highway 50 im benachbarten Nevada endet. Weiter südlich quert die State Route 56 die Wüste, sie beginnt in Cedar City an der Interstate 15 und endet im Westen an der Interstate 93.

## Ökologie
Nach der Einteilung der Ökoregionen der Environmental Protection Agency handelt es sich bei der Escalante-Wüste um Shadscale-Dominated Saline Basins mit einer sehr kleinen eingelagerten Salzwüste, den Lund Flats. Die Böden sind trocken und alkalisch. Es gibt nur eine sehr geringe Vegetation, als Zeigerart dient die salztolerante Art Atriplex confertifolia aus der Gattung der Melden. Außerdem kommen Hornmelden und Sarcobatus vermiculatus aus der Gattung Sarcobatus vor.
Eine landwirtschaftliche Nutzung findet nur durch extensive Weidewirtschaft statt. Vereinzelt gibt es Ackerbau mit Hilfe künstlicher Bewässerung.

## Einwohner und Nutzung
In der Wüste liegen zwei ehemalige Siedlungen, Lund und Beryl. Sie entstanden beim Bau der Bahnlinie, Reisende nach Cedar City mussten hier aus- und zunächst in Kutschen, später in Busse umsteigen. Nach dem Bau der Zweigstrecke nach Cedar City verfielen die Siedlungen, sodass sie heute als Geisterstädte gelten. Sie werden mit Streusiedlungen der Region und Beryl Junction als Census-designated place erfasst, insgesamt wohnten beim US Census 2010 197 Menschen in der Region.
Im Süden wird zwischen Enterprise, Newcastle und Beryl Junction ein Teil der Wüste künstlich bewässert und landwirtschaftlich genutzt. Im Jahr 2005 wurden in diesem Teil der Wüste drei große Erdspalten entdeckt. Die Spaltenbildung wird auf Senkungen wegen der Entnahme von Grundwasser für die Bewässerung zurückgeführt. Im Norden der Ebene gibt es rund um Milford ein kleineres bewässertes Gebiet.